# Gerd Aufmkolk
Gerd Aufmkolk (* 1943) ist ein deutscher Landschaftsarchitekt.

## Werdegang
Gerd Aufmkolk studierte Landschaftsarchitektur an der Technischen Universität Berlin und schloss 1970 mit Diplom ab. Seit 1974 ist er freiberuflich tätig. Gerd Aufmkolk ist Begründer und Mitinhaber der Firma Werkgemeinschaft Freiraum in Nürnberg und seit 2007.
Bis 2008 war er Honorarprofessor für Freiraumplanung an der Technischen Universität München. An der Internationalen Akademie der RWTH Aachen war er Gastdozent im postgradualen Studiengang Redevelopment.

## Bauten
- 1991: Evangelisch-lutherischer Kindergarten, Manching (Architekt: Theodor Hugues)
- 1987–1992: Kreuzgassenviertel, St. Lorenz (Architekt: Baufrösche, Steidle + Partner)
- 1998–2003: Sportzentrum der Julius-Maximilians-Universität Würzburg, Hubland (Architekt: Niederwöhrmeier + Kief)[1][2]
- 2004–2019: Donaumarkt Promenade, Regensburg mit Wolfgang Weinzierl (Architekt: Vittorio Magnago Lampugnani)[3]

## Auszeichnungen und Preise
- 1987: Architekturpreis der Stadt Nürnberg für Kreuzgassenviertel, St. Lorenz
- 1993: Deutscher Städtebaupreis für Kreuzgassenviertel, St. Lorenz[4]
- 1993: Bayerischer Wohnungsbaupreis für Kreuzgassenviertel, St. Lorenz
- 1997: Deutscher Landschaftsarchitekturpreis für Szenarien zur Entwicklung einer Kulturlandschaft
- 2005: Auszeichnung – Deutscher Landschaftsarchitekturpreis für Südstadtpark, Fürth